# Kennedale
Kennedale ist eine Stadt im Tarrant County im US-Bundesstaat Texas in den Vereinigten Staaten. Das U.S. Census Bureau hat bei der Volkszählung 2020 eine Einwohnerzahl von 8.517 ermittelt.

## Geographie
Die Stadt liegt im mittleren Nordosten von Texas, am Highway 496, 16 Kilometer südöstlich von Fort Worth, im Südosten des Countys und hat eine Gesamtfläche von 15,6 km².

## Demografische Daten
Nach der Volkszählung im Jahr 2000 lebten hier 5.850 Menschen in 2.141 Haushalten und 1.616 Familien. Die Bevölkerungsdichte betrug 374,0 Einwohner pro km². Ethnisch betrachtet setzte sich die Bevölkerung zusammen aus 88,51 % weißer Bevölkerung, 3,45 % Afroamerikanern, 0,75 % amerikanischen Ureinwohnern, 0,97 % Asiaten, 0,00 % Bewohnern aus dem pazifischen Inselraum und 4,29 % aus anderen ethnischen Gruppen. Etwa 2,02 % waren gemischter Abstammung und 9,91 % der Bevölkerung waren spanischer oder lateinamerikanischer Abstammung.
Von den 2.141 Haushalten hatten 40,2 % Kinder unter 18 Jahre, die im Haushalt lebten. 58,2 % davon waren verheiratete, zusammenlebende Paare. 12,3 % waren allein erziehende Mütter und 24,5 % waren keine Familien. 19,2 % aller Haushalte waren Singlehaushalte und in 5,1 % lebten Menschen, die 65 Jahre oder älter waren. Die Durchschnittshaushaltsgröße betrug 2,71 und die durchschnittliche Größe einer Familie belief sich auf 3,11 Personen.
28,6 % der Bevölkerung waren unter 18 Jahre alt, 8,7 % von 18 bis 24, 32,5 % von 25 bis 44, 21,5 % von 45 bis 64, und 8,7 % die 65 Jahre oder älter waren. Das Durchschnittsalter war 35 Jahre. Auf 100 weibliche Personen aller Altersgruppen kamen 96,3 männliche Personen. Auf 100 Frauen im Alter von 18 Jahren und darüber kamen 93,2 Männer.

Das jährliche Durchschnittseinkommen eines Haushalts betrug 49.091 USD, das Durchschnittseinkommen einer Familie 53.901 USD. Männer hatten ein Durchschnittseinkommen von 43.182 USD gegenüber den Frauen mit 25.508 USD. Das Prokopfeinkommen betrug 24.323 USD. 6,4 % der Bevölkerung und 4,9 % der Familien lebten unterhalb der Armutsgrenze. Davon waren 6,5 % Kinder und Jugendliche unter 18 Jahren und 12,4 % waren 65 oder älter.